# 河北町立谷地中部小学校
河北町立谷地中部小学校（かほくちょうりつ やちちゅうぶしょうがっこう）は山形県西村山郡河北町にある公立小学校。

## 概要
- 谷地地区の中心部にある小学校で、河北町内では最大の児童数となっている。

## 所在地
- 山形県西村山郡河北町谷地所岡73

## 沿革
- 1884年（明治17年） - 谷地学校として開校
- 1941年（昭和41年） - 谷地中部国民学校に改称
- 1947年（昭和22年） - 谷地町立谷地中部小学校に改称
- 1954年（昭和29年） - 町村合併により河北町立谷地中部小学校に改称
- 2001年（平成13年） - 新校舎完成

## 学区
- 松橋西・松橋東・大町・大町中・大辻・六供・上工・袖屋敷 ・下工南・下工北・栄町・北口北・北口南・ひな市通り東・横町・宇北・宇南・内楯・末広町北・末広町南 ・前西・南町・桜町東・桜町西・若葉町・押切・舞台・吉野・東団地・幸町・青葉町・荒小屋・畑中[1]

## 児童数
| 年度 | 男子 | 女子 | 計  |
| ---- | ---- | ---- | --- |
| 2022 | 206  | 178  | 384 |

## 卒業後
- だいたいが河北中学校へ進学する。
- 東桜学館へ進学する人もいる。